# Perillo de Mata
Perillo de Mata es el nombre de una variedad cultivar de manzano (Malus domestica). Esta manzana está cultivada en diversos viveros entre ellos algunos dedicados a conservación de árboles frutales en peligro de desaparición. Esta manzana es originaria de la  la comunidad autónoma de Andalucía concretamente de la provincia de Cádiz, donde tuvo su mejor época de cultivo comercial antes de la década de 1960, a partir de la cual fue desplazada en cultivos y en consumo por variedades de manzanas selectas foráneas; actualmente en menor medida aún se encuentra.

## Sinónimos
- "Manzana Perillo de Mata".[5][7]

## Historia
'Perillo de Mata' es una variedad de manzana de la comunidad autónoma de Andalucía ( Chipiona, provincia de Cádiz), cuyo cultivo conoció cierta expansión en el pasado, siendo una de las variedades de las consideradas difundidas, clasificándose en esta manera, pues en las distintas prospecciones llevadas a cabo por las provincias españolas, se registraron repetidamente y en emplazamientos diversos, a veces distantes, sin constituir nunca núcleos importantes de producción. Eran variedades antiguas, españolas y extranjeras, difundidas en el pasado por los viveros comerciales y cuyo cultivo se ha reducido a huertos familiares y jardines privados.
Actualmente (2020) su cultivo es anecdótico, estando en franco retroceso, se puede encontrar en algún vivero y en jardines particulares.

## Características
El manzano de la variedad 'Perillo de Mata' tiene un vigor Medio; florece a finales de abril; tubo del cáliz ancho, cónico o medio y en forma de embudo con tubo corto, estambres insertos insertos bajos.
La variedad de manzana 'Perillo de Mata' tiene un fruto de tamaño pequeño o medianamente grande; forma tronco-cónica, muy aplastada de la parte inferior y con un lado más levantado que otro en su cima, asimétrica, presenta contorno esférico irregular o elíptico; piel lisa, de tacto graso y bonito brillo acharolado; con color de fondo amarillo verdoso, sobre color alto, siendo el color del sobre color rojo cobrizo, siendo su reparto en chapa /rayas, con chapa en la zona de insolación de rojo cobrizo con alguna pincelada rojo ciclamen, acusa punteado uniforme blanco y otros ruginosos aureolados de blanco, en conjunto, el punteado con aureola le da un aspecto característico, y una sensibilidad al "russeting" (pardea miento áspero superficial que presentan algunas variedades) débil; pedúnculo corto, ancho, globoso, cerrando la cavidad en varios frutos, anchura de la cavidad peduncular amplia, profundidad de la cavidad peduncular profunda, borde irregular, y con importancia del "russeting" en cavidad peduncular débil; anchura de la cav. calicina amplitud variada, profundidad de la cav. calicina variable, con un lado más alto que otro, fondo liso o marcando una roseta perlada y al mismo tiempo fruncida, bordes ondulados, y con importancia del "russeting" en cavidad calicina débil; ojo medio, semicerrado o herméticamente cerrado; sépalos fuertes, de forma triangular y puntas partidas.
Carne de color blanco-crema con fibras verdosas; sabor característico de la variedad, poco agradable; corazón bulbiforme e irregular, a veces con doble línea que lo enmarca; eje abierto y celdas semi-lunares o estrechas; semillas pequeñas, de color claro.
La manzana 'Perillo de Mata' tiene una época de maduración y recolección extra temprana, se recoge desde finales de junio hasta mediados de julio. Se usa como manzana de mesa fresca, y en la cocina.